# Gunilla Bielke

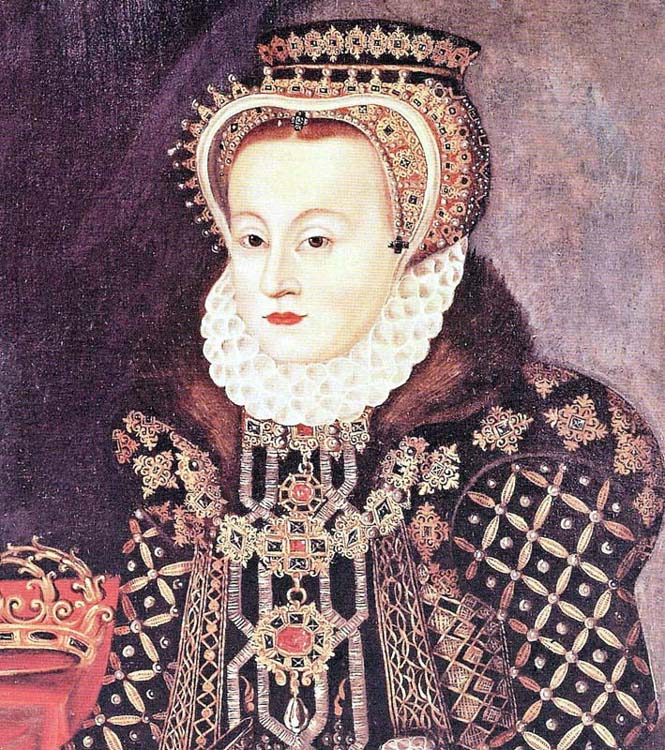
Gunilla Bielke

Gunilla Bielke (* 25. Juni 1568 in Liljesta, Östergötland; † 19. Juli 1597 auf Schloss Bråborg in Östergötland) war von 1585 bis 1592 schwedische Königin.

## Frühe Jahre
Gunilla wurde als Gunilla Johansdotter geboren. Sie selbst nannte sich in zeitgenössischen Quellen Gunnel. Sie gehörte dem uradligen schwedischen Geschlecht Bielke af Åkerö an. Schon früh verlor Gunilla ihre beiden Eltern Johan Axelsson (Bielke) († 1576) und Margareta Axelsdotter (Posse).

## Königin
Gunilla wuchs danach am königlichen Hof auf. Als sich König Johann III. nach dem Tod seiner ersten Frau Katharina Jagiellonica († 1583) nach einer neuen Gemahlin umsah, fiel seine Wahl auf die schöne, blonde 16-jährige Gunilla. Besonders der Bruder des Königs, der spätere König Karl IX., versuchte die Hochzeit zu verhindern. Er wollte Johann stattdessen mit einem ausländischen Fürstenhaus verbinden. Gunilla war bereits mit dem jungen Adligen Per Jonsson (Liljesparre) verlobt und lehnte einen Bruch ihres Versprechens ab, gab aber schließlich durch Druck ihrer Verwandtschaft dem Werben des erheblich älteren Johann nach. Die Hochzeit der beiden fand im Februar 1585 im Schloss Västerås statt. Karl nahm an ihr nicht teil.
Gunilla war eine starke Persönlichkeit. Sie war als Königin eine überzeugte Anhängerin des Protestantismus. Nicht zuletzt durch ihren Einfluss blieb die Politik ihres Mannes, der eigentlich auch Sympathien für den Katholizismus hegte, dem lutherischen Glauben verpflichtet.

## Witwe
Nach dem Tod Johanns III. 1592 zog sich Gunilla auf das Schloss Bråborg in Östergötland zurück, wo ihr einziger Sohn Johann (1589–1618) Herzog war.

## Literarisches
Gunilla Bielke ist die Hauptperson in Anna Sparres (1906–1993) historischem Roman Stakars lilla drottning.